# Konrad Frey
Konrad Frey (ur. 24 kwietnia 1909 w Bad Kreuznach, zm. 24 maja 1974 tamże) – niemiecki gimnastyk, medalista olimpijski z Berlina. Zdobył medale w sześciu z dziewięciu konkurencji gimnastycznych: złote w ćwiczeniach na poręczy, koniu z łękami i wieloboju drużynowym, srebrny w ćwiczeniach na drążkach oraz brązowe w wieloboju drużynowym i ćwiczeniach na podłodze.
W trakcie II wojny światowej był sierżantem (feldweblem) w Wehrmachcie.